# Gaspar Hurtado
 (janvier 2024).
Gaspar Hurtado, né en 1575 à Mondéjar, et mort le 5 août 1647 à Alcalá de Henares est un théologien et philosophe espagnol.

## Biographie
Gaspar Hurtado fut reçu magister artium en 1595, puis licencié en théologie en 1602 (ou 1600, d'après le Indice de pruevas de Colegiales de este Mayor de San Ildefonso, Madrid RAH, Leg. 9/7233, f. 6v) et docteur peu après. Il commença la même année à enseigner sur une chaire d'arts qu'il avait obtenu par oposición (cf. De fide, disp. 11, dff. 13). Il eut un bref démêlé avec l'Inquisition en raison de la défense qu'il fit de la thèse suivante : « Non est de fide hunc : numero Papam, exempli gratia, Clementem octavum esse verum Papam. » Il en a finalement été absout le 11 août 1603. Il continue à enseigner la philosophie à Alcalá, comme colegial de San Ildelonso, et se retira en 1607 pour prendre l'habit chartreux au monastère de El Paular, mais l'abandonna six mois plus tard pour entrer dans la Compagnie de Jésus, et il enseigna ensuite pour le compte de celle-ci la théologie comme successeur de Gabriel Vázquez dans la chaire de théologie. Il porte le titre de professeur primaire de théologie (test 1632), et il enseigna également au Collège impérial de Madrid. Il fut également pendant de longues années qualificateur de l'Inquisition.

## Œuvres
- Tractatus de matrimonio et censuris (Alcalá, 1627 ; Lyon 1629) ;
- Tractatus de incarnatione verbi (Alcalá, 1628) ;
- Tractatus de sacramentis tomus primus, complectens tractatus de sacramentis in genere, baptismo, confirmatione, poenitentia et extrema unctione (Alcalá, 1629) ;
- Tractatus de sacramentis tomus secundus, complectens tractatus de eucharistia, sacrificio Misae et ordine (Alcalá, 1629) ;
- Tractatus de sacramentis et censuris. Editio secunda varie aucta et emendata, 2 vol. (Anvers, 1633) ;
- Tractatus de beatudine, actibus, bonitate et malitia, virtutibus et peccatis (Madrid, 1630 ; Madrid 1632) ;
- Tractatus de fide, spe et charitate, Madrid, Fernando de Ocampo, 1632 ;
- Tractatus de iustitia et iure (Madrid, 1637 ; editio novissima, a mendis expurgata, Lyon 1670) ;
- Tractatus de Deo, Madrid, In Typographia Regia, 1641 ;
- Tractatus de Deo (Madrid, 1641 ; Madrid 1662).